# Good Trouble (serie televisiva)
Good Trouble è una serie televisiva statunitense, ideata da Bradley Bredeweg, Peter Paige e Joanna Johnson e trasmessa dal 2019 al 2024 per cinque stagioni sul canale Freeform.
La serie, spin-off di The Fosters, segue Callie (Maia Mitchell) e Mariana Adams-Foster (Cierra Ramirez).
Viene trasmessa dall'8 gennaio 2019.
In Italia viene distribuita dal 29 giugno 2022 su Disney+.

## Trama
Dopo essersi trasferite a Los Angeles, Callie e Mariana si rendono conto che vivere da sole non è tutto ciò che è stato inventato. Di fronte a nuovi vicini, sfide e, naturalmente, storie d'amore, le sorelle devono dipendere l'una dall'altra per navigare nella città.

## Episodi
| Stagione         | Episodi | Prima TV USA | Pubblicazione Italia |
| ---------------- | ------- | ------------ | -------------------- |
| Prima stagione   | 13      | 2019         | 2022                 |
| Seconda stagione | 18      | 2019-2020    | 2022                 |
| Terza stagione   | 19      | 2021         | 2022                 |
| Quarta stagione  | 18      | 2022         | 2022                 |
| Quinta stagione  | 20      | 2023-2024    | 2023-2025            |

## Personaggi e interpreti

### Personaggi principali
- Callie Adams Foster (stagione 1- 3; guest star stagione 4 e 5), interpretata da Maia Mitchell,[2][3] doppiata da Rossa Caputo.
- Mariana Adams Foster (stagione 1-5), interpretata da Cierra Ramirez,[2][3] doppiata da Joy Saltarelli.
- Malika Williams (stagione 1-5), interpretata da Zuri Adele,[2][3] doppiata da Chiara Gioncardi.
- Alice Kwan (stagione 1-5), interpretata da Sherry Cola,[2][3] doppiata da Eva Padoan.
- Gael Martinez (stagione 1-5), interpretato da Tommy Martinez,[2][3][4] doppiato da Jacopo Venturiero.
- Giudice Curtis Wilson (stagioni 1-2; guest star stagione 3), interpretato da Roger Bart,[2][3] doppiato da Massimo De Ambrosis.
- Davia Moss (stagione 2-5; ricorrente stagione 1), interpretata da Emma Hunton,[2][3][5] doppiata da Gaia Bolognesi.
- Dennis Cooper (stagione 2-5; ricorrente stagione 1), interpretato da Josh Pence,[6] doppiato da Mirko Mazzanti.
- Jamie Hunter (stagione 3-5; ricorrente stagioni 1-2), interpretato da Beau Mirchoff, doppiato da Marco Vivio.
- Joaquin Peréz (stagione 4), interpretato da Bryan Craig.
- Isabella Tavez (stagione 4; ricorrente stagioni 2-3), interpretata da Priscilla Quintana, doppiata da Valentina Favazza.

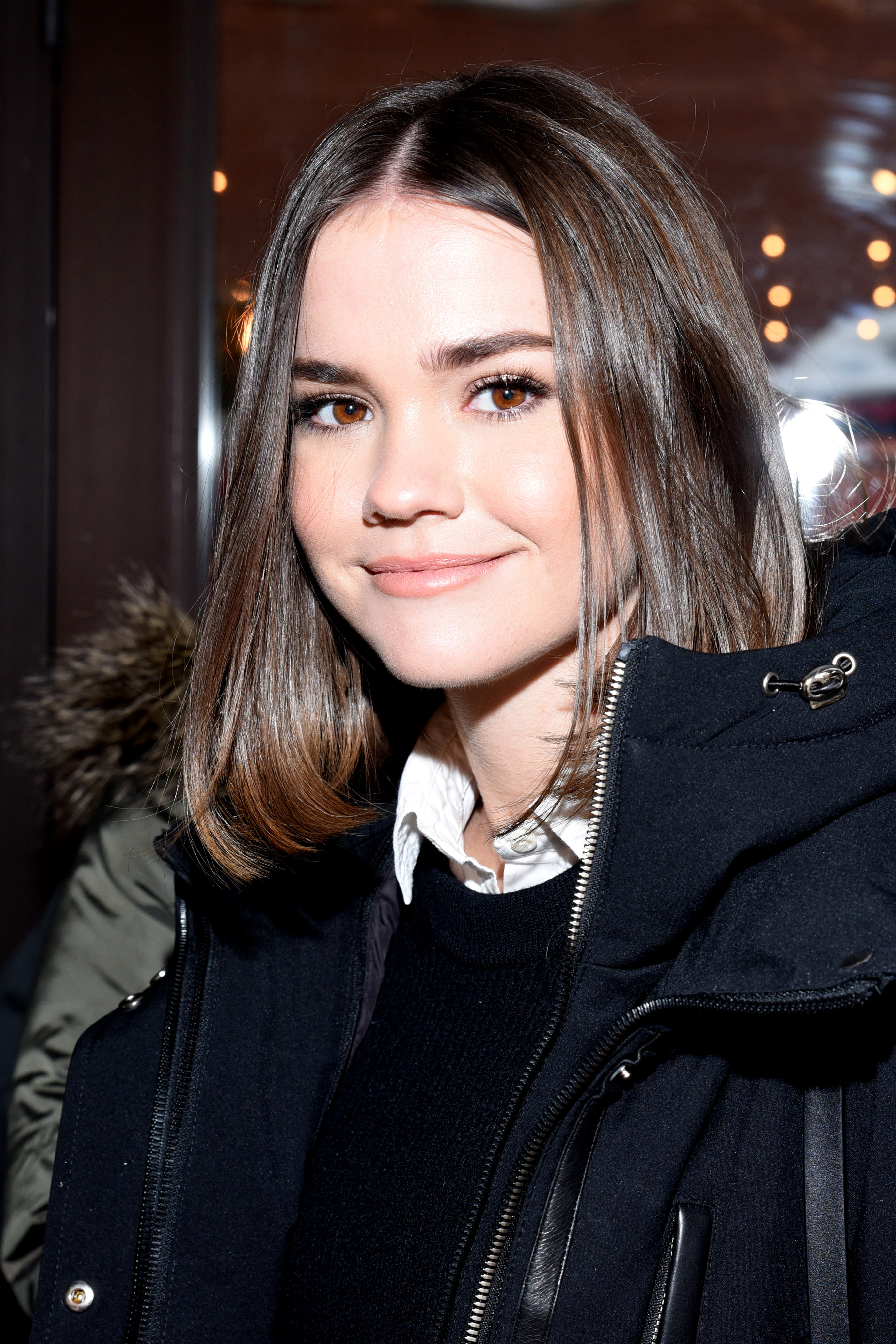
Maia Mitchell
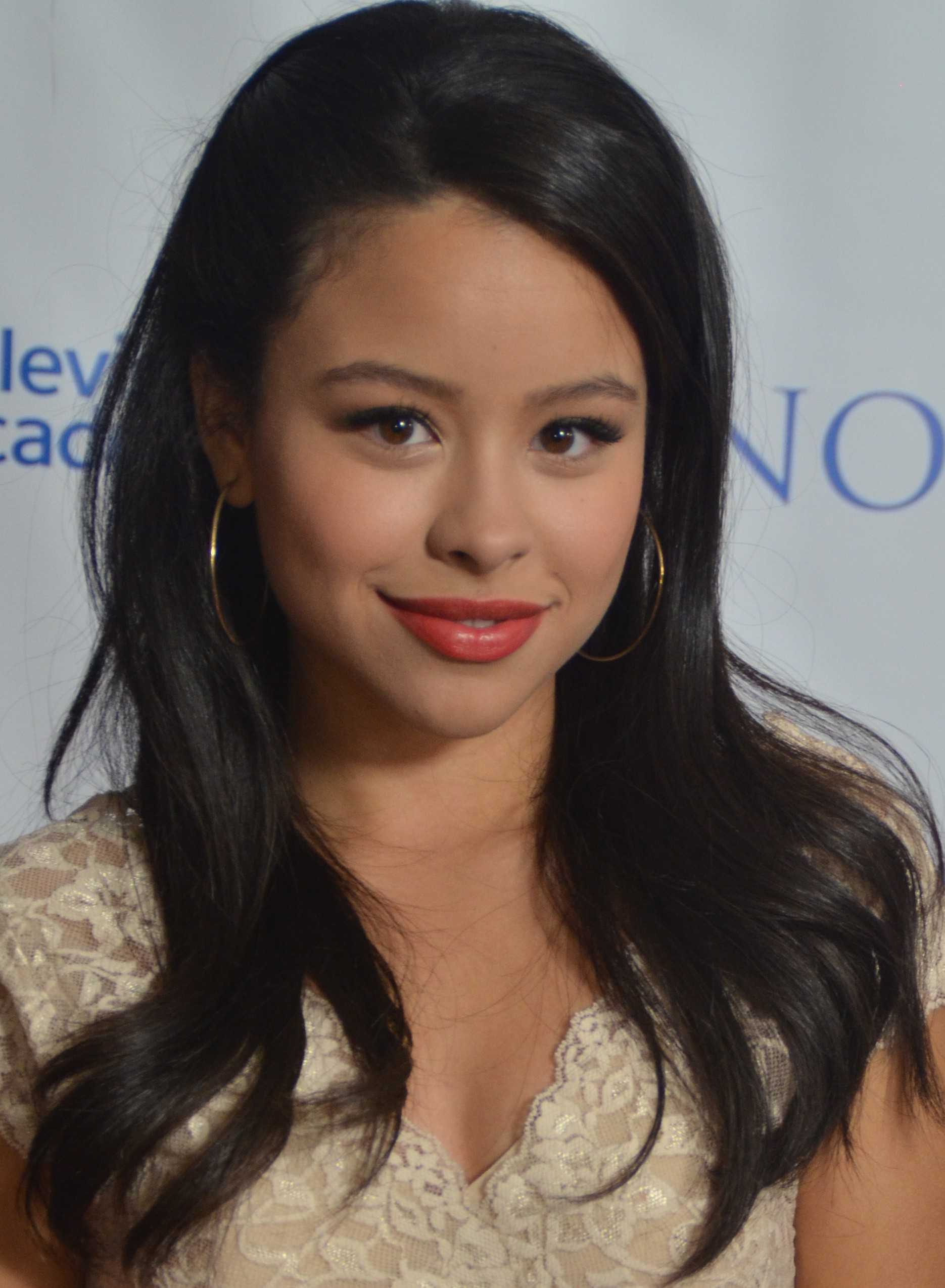
Cierra Ramirez
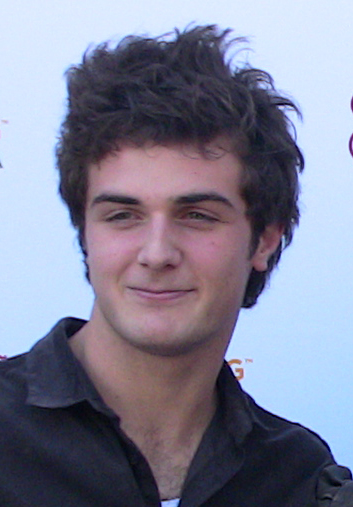
Beau Mirchoff

### Personaggi ricorrenti
- Benjamin, interpretato da Ken Kirby,[2][3][5] doppiato da Davide Perino.
- Rebecca, interpretata da Molly McCook,[6] doppiata da Eleonora Reti.
- Raj Patil, interpretato da Dhruv Uday Singh, doppiato da Alessandro Rigotti.
- Alex Wood, interpretato da Dustin Ingram, doppiato da David Chevalier.
- Sam Higgins, interpretato da Max Cutler, doppiato da Gianluca Crisafi.
- Bryan, interpretato da Michael Galante, doppiato da Flavio Aquilone.
- Kelly, interpretata da Anastasia Leddick.
- Angela Miller, interpretata da Heather Mazur, doppiata da Paola Majano.
- Sumi, interpretata da Kara Wang, doppiata da Valeria Vidali.

## Produzione

### Sviluppo
Dopo aver annunciato la conclusione di The Fosters, Freeform ordinò uno spin-off dello show, incentrato su Callie e Mariana Adams Foster e ambientato cinque anni dopo il finale della serie madre. È stato dato un ordine di 13 episodi.
Il 10 dicembre 2018, è stato riferito che la California Film Commission aveva approvato $6,6 milioni di crediti d'imposta per una potenziale seconda stagione se Freeform decidesse di rinnovare la serie. Il 5 febbraio 2019, è stata rinnovata per una seconda stagione.

### Cast
L'11 giugno 2018, Tommy Martinez, Zuri Adele, Sherry Cola e Roger Bart vennero scelti per i ruoli rispettivi di Gael, Malika, Alice e il Giudice Wilson. Successivamente vennero seguiti da Emma Hunton e Ken Kirby nei ruoli di Davia e Benjamin.
Inoltre, come guest star, riprendono il ruolo dalla serie madre anche: Teri Polo, Sherri Saum, Hayden Byerly, Noah Centineo e David Lambert

### Riprese
Le riprese della prima stagione sono iniziate l'11 giugno 2018.

## Promozione
Il primo trailer è stato pubblicato sul canale YouTube di Freeform il 16 novembre 2018.

## Distribuzione
La prima stagione è stata trasmessa dall'8 gennaio 2019. Il 27 marzo 2019 è stato annunciato che la seconda stagione sarebbe stata trasmessa dal 18 giugno dello stesso anno.

## Accoglienza
La serie è stata acclamata dalla critica. Sull'aggregatore di recensioni Rotten Tomatoes la prima stagione ha un indice di gradimento del 100% con un voto medio di 8,90 su 10, basato su 13 recensioni, mentre su Metacritic ha un punteggio di 83 su 100, basato su 4 recensioni.